# Tupaia belangeri
La tupaya de Belanger (Tupaia belangeri) es una especie de tupaya de la familia de los tupaidos. Es originaria del sudeste de Asia. Fue elegida como uno de los 16 mamíferos de los cuales el genoma fue secuenciado por el Broad Institute. El genoma será útil para compararlo con otros genomas para identificar genes.